# Jay Nordlinger
Jay Nordlinger est un journaliste américain, et rédacteur en chef du magazine conservateur National Review, fondé par William F. Buckley Jr. en 1955. Il a écrit également une colonne pour le site Web de la revue National Review Online, appelé Impromptus. Nordlinger couvre un large éventail de sujets, dont les droits de l'homme. Il a écrit beaucoup d'articles sur la Chine et Cuba.
Au cours du dernier mois et demi de la campagne électorale présidentielle de 2000, Nordlinger a pris un congé de la National Review pour rédiger des discours pour George W. Bush.
Nordlinger est aussi un critique musical, écrivant sur la musique classique pour The New Criterion et CityArts, en plus de la National Review. Depuis 2003, il a organisé une série de conférences et interviews au Festival de Salzbourg.
En 2007, la National Review Books a publié Here, There and Everywhere : Collected Writings de Jay Nordlinger. En 2012, Encounter Books a publié Peace, They Say : A History of the Nobel Peace Prize, the Most Famous and Controversial Prize in the World de Nordlinger. Ce dernier est un essai sur les contestables lauréats du prix Nobel de la paix.
Il vit à New York, mais est originaire d'Ann Arbor, dans le Michigan, et fait souvent référence à sa ville natale de gauche dans les colonnes politiques.

## Récompenses et prix
En 2001, Nordlinger a reçu le « Prix Eric Breindel pour l'excellence en journalisme d'opinion » . Il s'agit d'un prix annuel décerné par News Corporation, en l'honneur de son éditoriale page sorti plus tard. Le prix est destiné à un journaliste qui démontre son « amour du pays et de ses institutions démocratiques » et « témoigne des maux du totalitarisme ».
Toujours en 2001, Nordlinger a remporté le prix annuel de la « Fondation Chan pour le journalisme et la culture » (Chan Foundation for Journalism and Culture). Le prix et la fondation ont été créés en l'honneur de Zhu Xi Chan, le propriétaire du journal hongkongais dont les pages relataient les événements de la Chine de Mao Zedong. Ce prix est destiné à un journaliste « qui utilise ses talents au service de la liberté et de la démocratie en Chine ».